# Microrégion de Sapé
La microrégion de Sapé est l'une des quatre microrégions qui subdivisent la zone de la forêt de la Paraíba de l'État de la Paraíba au Brésil.
Elle comporte 9 municipalités qui regroupaient 126 115 habitants en 2006 pour une superficie totale de 1 140 km2.

## Municipalités[1]
- Cruz do Espírito Santo
- Juripiranga
- Mari
- Pilar
- Riachão do Poço
- São José dos Ramos
- São Miguel de Taipu
- Sapé
- Sobrado